# Ampithoe guaspare
Ampithoe guaspare är en kräftdjursart. Ampithoe guaspare ingår i släktet Ampithoe och familjen Ampithoidae. Inga underarter finns listade i Catalogue of Life.